# أندرو أ. سميث
أندرو أ. سميث (بالإنجليزية: Andrew A. Smith)‏ (1959، كاليفورنيا في الولايات المتحدة)؛ روائي أمريكي.